# Elin Danielson-Gambogi

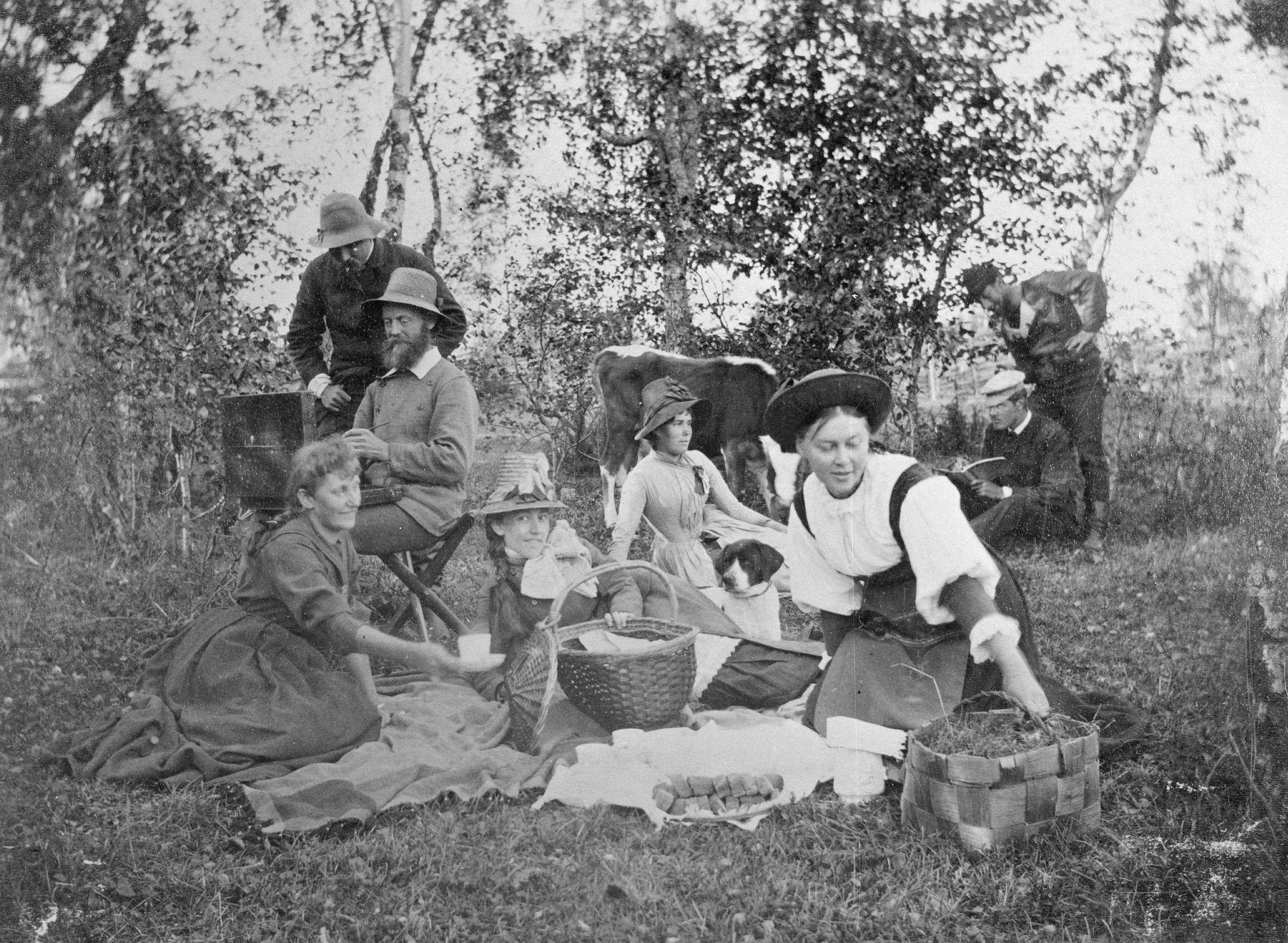
Elin Danielson-Gambogi (balról a harmadik) és az önningebyi művésztelep tagjai

Elin Danielson-Gambogi  (Noormarkku, Satakunta tartomány, 1861. szeptember 3. – Antignano, 1919. december 31.) finn festőművész.

## Élete
Svéd származású, de már generációk óta Finnországban élő családban született. Elin művészi tehetsége már gyermekkorában megmutatkozott. 1876-ban Helsinkibe költözött anyai nagybátyjával és családjával, és beiratkozott a Finn Művészeti Társaság Iskolájába, ahol klasszikus művészeti rajzot, tájképfestést és térperspektívát tanult többek között Hjalmar Munsterhjelm finn festőművész és Carl Eneas Sjöstrand svéd szobrász irányításával. A porcelánfestést Fanny Sundbladtól sajátította el, aki a sèvres-i és koppenhágai manufaktúrákban kapott képzést. 1878-ban Adolf von Becker festőművész iskolájában megtanulta  az olajfestés technikáját, az egész alakos és csendéletet ábrázoló képek komponálását, valamint a különböző anyagok (üveg, textília, porcelán, fémek) vászonra történő transzponálását. Szorgalmasan tanult és dolgozott, kitűnően elsajátította a festészeti technikákat, és az iskola egyik legkiválóbb növendéke lett. 1880-ban von Becker kiállításra vitte egyik egész alakos festményét. Elin közben rajztanári képesítést szerzett. A tanítás és a porcelánfestés anyagi függetlenséget biztosított számára, mert festőművészként nem tudott volna megélni.
A művészpálya vonzása erősebb volt. 1880-ban sikerült ösztöndíjat kapnia a szenátustól és Párizsba utazott, ahová a fiatal kortárs skandináv művészek vágytak. Elin barátságot kötött Edelfelttel, Gallen-Kallelával, Schjerfbeck-kel, Rönnberggel, Westermarck-kal, Järnefelttel. A Colarossi Akadémián Gustave Courtois és Raphaël Collin irányítása mellett részleteiben is elsajátította az aktábrázolást. Párizs ösztönzően hatott rá, híres festő akart lenni. A naturalista festők körét látogatta. Sigrid af Forselles szobrász barátnője elvitte Auguste Rodin műtermébe, ahol elsajátította a szobrászat alapjait.
1884 tavaszán Bretagne-ba utazott, Pont-Avenban és Concarneau-ban festett. Sikerült találkoznia a legjelentősebb naturalista festővel, Jules Bastien-Lepage-zsal. A plein air festészetben jelentős haladást ért el, világosabb színekkel kezdett festeni és a fény ábrázolása érdekelte.
1886-ban visszatért hazájába. Ålandban tagja lett az önningebyi művésztelepnek, ahol Victor Vesterholm vezetése mellett fiatal finn és néhány svéd művész alkotott együtt. A csoport olyan hírnévre tett szert, hogy újságok vezércikkei írtak róluk. 1887-ben volt első sikeres kiállítása, női portréképeivel kezdett ismertté válni. Festményei elárulták, hogy a világot saját szemszögéből szemléli, egyre kritikusabb a középosztály szokásaival szemben, és a nő szerepét felértékeli a kortárs társadalomban.
1888-ban ösztöndíjjal újra Párizsba utazott, ahol szoros barátságot kötött Pierre Puvis de Chavannes-nal. 1889-ben a párizsi világkiállításon bronzérmet nyert női portréja. 1890-től Finnországban élt, rajzórákat adott, és tájképeket, életképeket festett.
1891-ben ismét útra kelt, ellátogatott Koppenhágába, Berlinbe, Szentpétervárra, Velencébe, Firenzébe. 1896-ban ösztöndíj segítségével visszatérhetett Firenzébe, ahol megismerkedett Giovanni Fattore ifjú tanítványával, Raffaello Gambogival, és 1898-ban házasságot kötöttek. Toszkánában,  Viareggióban éltek, és a Giacomo Puccini körül kialakult művésztársaságot látogatták. A Nyár című festményét kiállította a Firenzei Szépművészeti Társaság 1899-ben, a képet I. Umbertó olasz király vásárolta meg. Szintén 1899-ben részt vett a velencei biennálén.
1919-ben tüdőgyulladásban hunyt el Antignanóban.

## Galéria

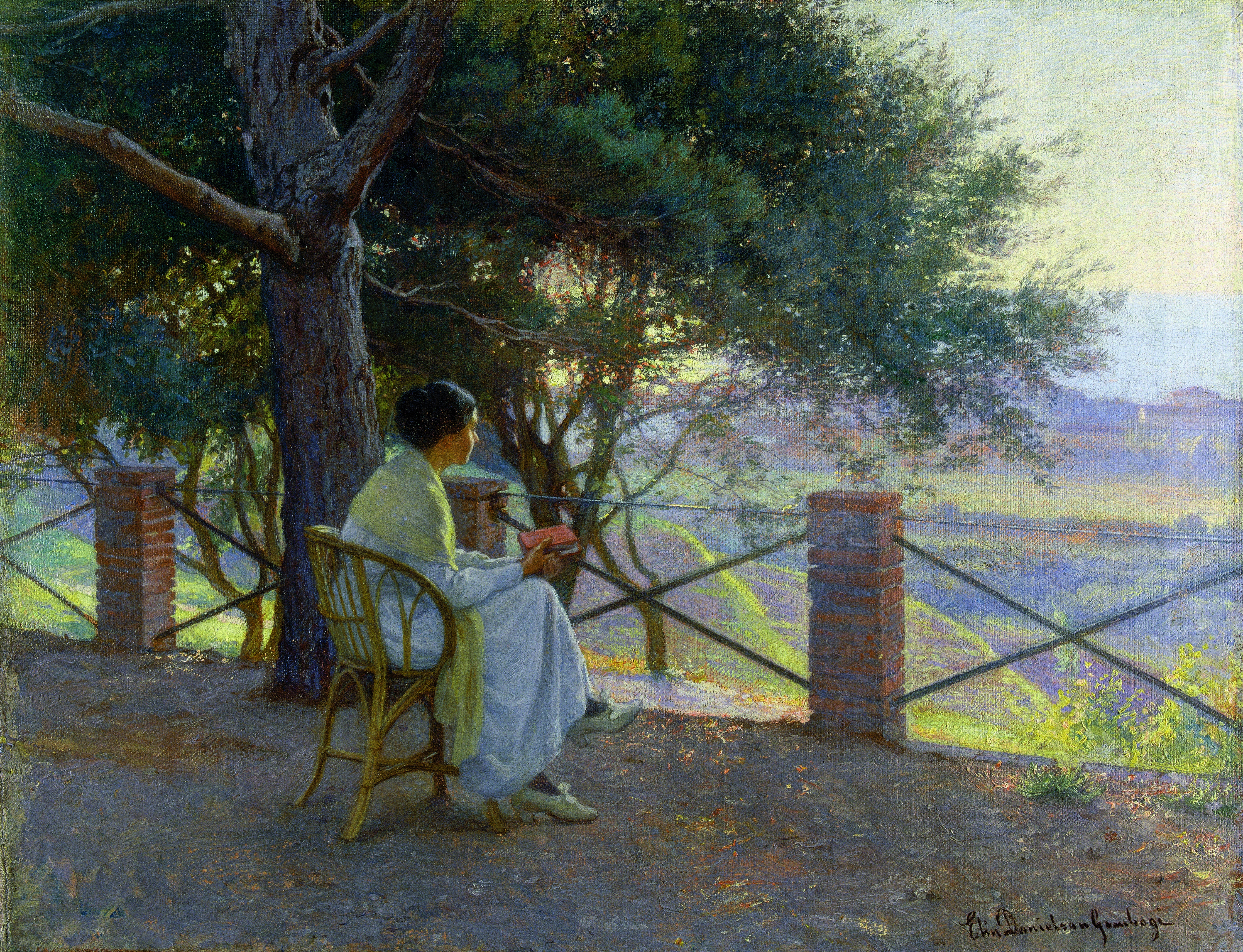
Naplemente
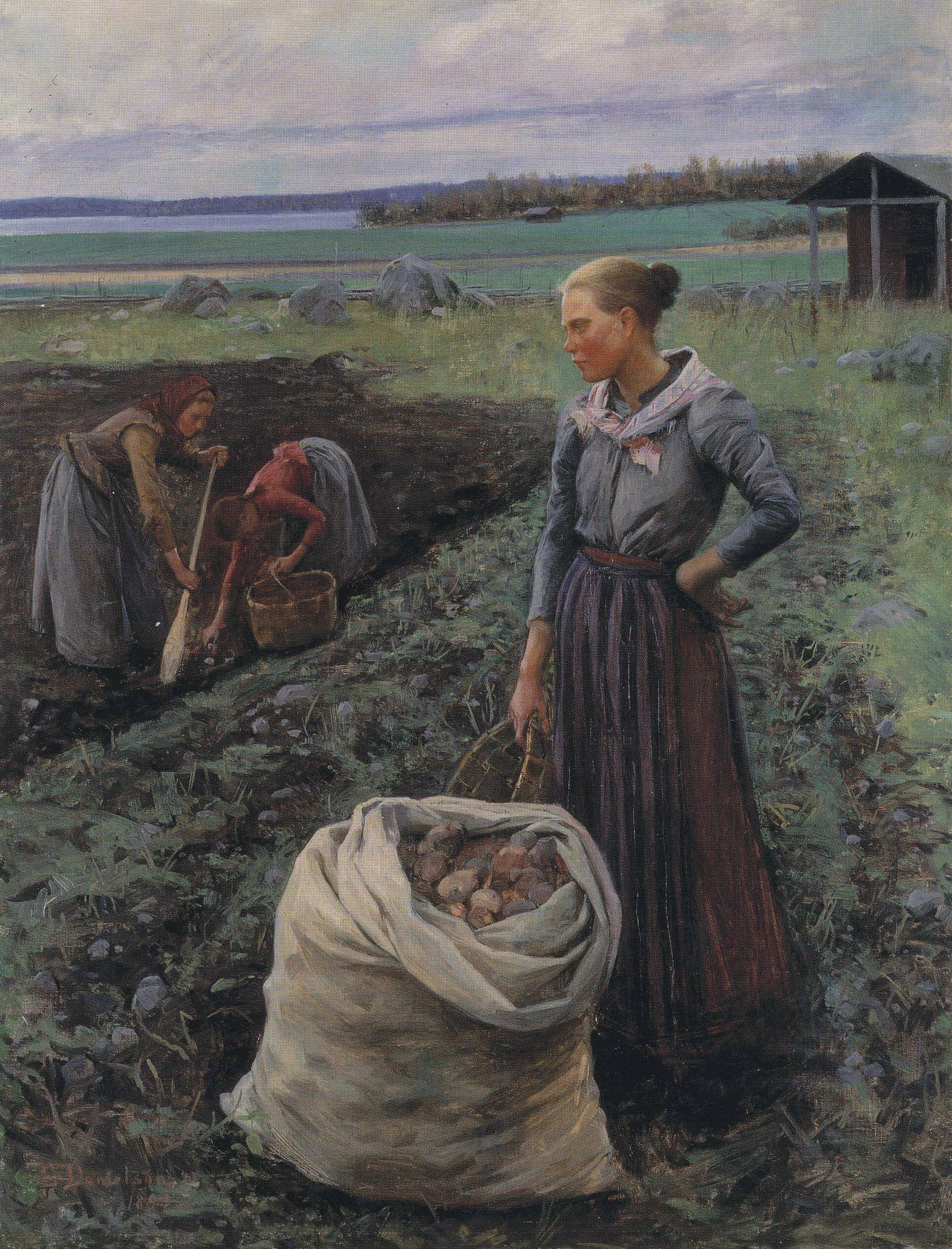
Burgonyaszedés
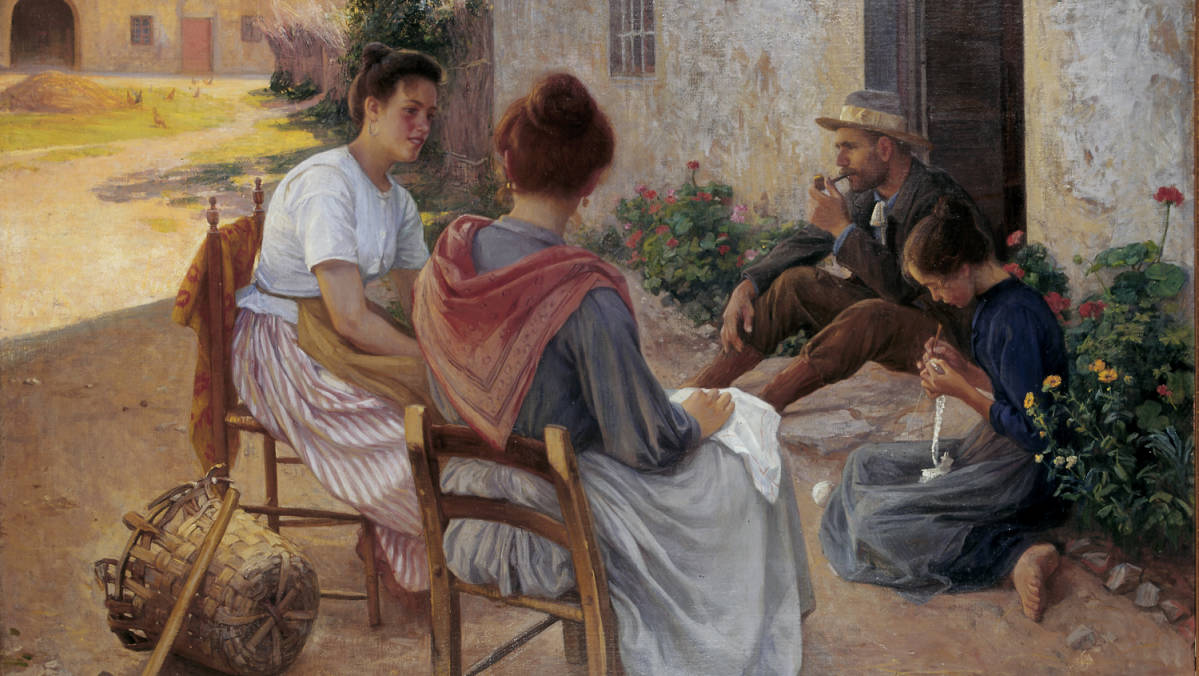
Olasz család